# Crisis en el fútbol boliviano de 2020
La crisis del fútbol boliviano de 2020 es una serie de hechos, repercusiones y escándalos que implica a todos los niveles del futbol de Bolivia (clubes y equipos de fútbol profesionales, futbolistas, entrenadores, empresas de televisación, entre otros) por la cruda realidad económica.

## Antecedentes

### Detención a Carlos Chávez y caso FIFA
A mediados del año 2015, se realizó la aprehensión del presidente de la Federación Boliviana de Fútbol, y tesorero de la Confederación Sudamericana de Fútbol (Conmebol), Carlos Chávez. Acusado por los cargos de corrupción, asociación delictiva y estafa agravada, especialmente por la realización del partido amistoso entre Bolivia y Brasil, disputado en el  Estadio Ramon Tahuichi Aguilera de la ciudad de Santa Cruz de la Sierra, que inicialmente tenía el propósito de destinar parte de lo recaudado a la familia de Kevin Beltrán, víctima mortal de un disparo de una bengala en un partido de Copa Libertadores acontecido en la ciudad altiplánica de Oruro.
En un congreso extraordinario de los dirigentes de los clubes profesionales del futbol revocaron el mandato de Carlos Chávez, designando presidente interino.
El 3 de diciembre de 2015, la fiscal general de Estados Unidos, Loretta Lynch impuso la acusación contra 16 altos dirigentes del fútbol latinoamericano, entre ellos Chávez.
Dicha detención coincidió con el escándalo de Fifagate, que involucra a varios dirigentes de CONMEBOL, en especial a la Federación Boliviana por el pago de sobornos con la empresa Full Play, como lo apuntó el periodista estadounidense Ken Bensinger, así como el diario Infobae, identificando a Chávez como Volkswagen.

### Contrato por derechos de televisación
Sports Tv Rights, la empresa de televisación del torneo local, así como partidos de la selección boliviana se terminaba su contrato el año 2020, después de varios años trabajando en Bolivia desde el año 2013, y se ofreció a renovar sus servicios para la gestión 2021 - 2024. Además de que esta sumado tres cláusulas a favor en el contrato que respaldan a su favor.
En medio del consejo superior de la Primera División del Futbol, el presidente del Club Bolívar, Marcelo Claure ofreció 100 millones de dólares para los próximos 10 años por los derechos de televisión del fútbol boliviano, lo que representantes de la división profesional decidieron solicitar al ente federativo la suspensión de la licitación y realizar una nueva convocatoria.  Pasaron las semanas, y no lograban a consensuar sobre la oferta planteada por el equipo de La Paz, algunos consideraron que los derechos televisivos deberían ser via licitación. La indecisión despertó malestar en el aficionado boliviano que comentaron su indignación por las redes sociales. Uno de los dirigentes que se opusieron a la propuesta fue Marco Rodríguez, que exigió a Claure a hacerlo mediante una documentación la propuesta de los derechos de televisación y solicitar una reunión de Consejo de la División para debatirlo.

## Causas

### Derechos de Televisación
El entonces presidente de la federación, César Salinas comentó que el balompié nacional puede llegar a costar hasta 45 millones de dólares por año, e incluso duplicar su valor en cuatro años, rechazando la idea de Claure, lo que llevó a la conformación de un bloque que apoyaba la propuesta del Club Bolívar. Así también, debido a la crisis sanitaria, producto del COVID-19, se suspendió el torneo apertura desde marzo de 2020, incumpliendo el contrato con la empresa Sport TV Rights que debía finalizar el 2020, por lo que debe ser trasladado a la siguiente temporada, o pagar la multa por los cotejos no disputados.

### Disputa por la presidencia de FBF
Tras la hospitalización y posterior fallecimiento del máximo dirigente, Cesar Salinas, víctima del Covid-19, luego que discutiera sobre la reanudación de la Liga Boliviana con el ministro de Educación, Cultura y Deportes Víctor Hugo Cárdenas, dejó  en luto al futbol boliviano y con un tema pendiente que son los derechos de televisación. El 23 de julio de 2020, 4 días después del deceso de Salinas, el comité ejecutivo de la FBF designó a Marcos Rodríguez como presidente interino del órgano deportivo, y obligando que la sede de la Federación vuelva a la ciudad de Cochabamba. Robert Blanco, que también fue parte de la directiva durante la gestión de Salinas rechazó la decisión del comité, llevando a instancias judiciales.

### Intervención de las oficinas de FBF
El 13 de octubre de 2020, mientras la selección nacional de futbol se preparaba para disputar la fecha dos de las Eliminatorias Sudamericanas rumbo a Catar 2022, la  Fiscalía de Cochabamba allanó el edificio administrativo de la Federación Boliviana de Futbol, ubicado en la zona de Cala Cala, a escasos kilómetros del centro administrativo de Cochabamba. Dicha intervención se debió al  incumplimiento del amparo constitucional ganado por Robert Blanco, además de la aprehensión contra Rodríguez.
El Comité Ejecutivo de la FBF calificó de abusiva el accionar de la Fiscalía y que tomarían acciones necesarias ante la justicia boliviana.